# Кадваладер-Гуилд, Эмма
Эмма Кадваладер-Гуилд (англ. Emma Cadwalader-Guild, полное имя Emma Marie Cadwalader-Guild, также известна как Mrs Guild; 1843—1911) — американская художница и скульптор.
Известна своими скульптурными бюстами выдающихся людей. Бо́льшую часть своей творческой жизни провела за границей, приобрела особую известность в Англии и Германии.

## Биография
Родилась 27 августа 1843 года в городе Зейнсвилл, штат Огайо. Её отец был врачом, являлся членом английской семьи Кадваладеров.
В молодости Эмма проявила интерес к искусству, так как её мать рисовала маслом и акварелью в их домашней студии. 8 октября 1861 года Эмма Кадваладер вышла замуж за преподобного унитарианской церкви Эдварда Гуилда (Edward Chipman Guild). У них родилось двое детей — дочери Элиза и Роуз.
Когда семья жила в Бостоне, Эмма много времени проводила с местными художниками в их студиях. Первая выставка её работ состоялась в 1876 году в Женском павильоне Всемирной выставки 1876 года в Филадельфии, когда она жила в Уолтеме, штат Массачусетс. Затем она переключилась на скульптуру.
Кадваладер-Гуилд не имела формального образования и была самоучкой. Единственным её официальным обучением было посещение лекций по анатомии Уильяма Риммера. Также она была известна тем, что работала без моделей. Её основным предметом творчества был портрет. Её работы отмечали за оригинальность и мастерство. Хотя её основным видом творчества была скульптура, Кадваладер-Гуилд также рисовала натюрморты и пейзажи, показывая свои работы в собственной студии.
После завершения своей главной работы — Free, она в середине 1880-х годов перебралась за границу, участвуя в выставках и работая во многих городах. Скульптуру Free она разместила в своей лондонской студии, где она была хорошо воспринята критиками. Путешествовала по городам Европы, изучая мастеров искусства; открывала студии в таких городах, как Лондон, Берлин, Франкфурт. Иногда посещала США, в частности, для выполнения бюста президента Уильяма Мак-Кинли. Оставшуюся часть жизни провела в Европе.
Эмма Кадваладер-Гуилд на протяжении своей карьеры неоднократно выставлялась в Королевской академии художеств. Также показывала свои работы в мюнхенском Стеклянном дворце, в Парижском салоне, в Институте изящных искусств Глазго, в Художественной галерее Уокера в Ливерпуле и других местах.
Мало сведений имеется о дате и месте смерти скульптора, предполагают, что это произошло около 1911 года.
- Некоторые работы